# Tomaž Humar
Tomaž Humar (Liubliana, RS de Eslovenia 18 de febrero de 1969 – Langtang Lirung c. 10 de noviembre de 2009) fue un montañero esloveno que llegó a completar 1500 importantes ascensiones, entre ellas al Ama Dablam en 1996, la cara sur del Dhaulagiri en 1999, y el espectacular ascenso y rescate en el 2005 a la cara Rupal del Nanga Parbat.
Falleció en 2009 tras sufrir un grave accidente mientras escalaba en solitario el Langtang Lirung, una montaña de 7.227 metros en el Himalaya.

## Logros
Consiguió el Piolet d' Or en 1996 por su nueva ruta Noroeste al Ama Dablam. Pero el mayor logro de su carrera fue, el 2 de noviembre de 1999 en la escalada de la pared sur del Dhaulagiri en solitario, una ascensión por la que no fue galardonado por el jurado internacional al considerarse increíblemente arriesgada.
En junio de 2003 realizó su primer intento a la increíblemente complicada cara Rupal del Nanga Parbat, alcanzando una altura de 6000 metros. Posteriormente en agosto de 2005, volvió al Nanga Parbat para intentar de nuevo el ascenso a la cara Rupal, sin embargo, durante en ascenso por una nueva ruta, quedó atascado a 7000 metros de altura, y tuvo que ser rescatado por un helicóptero.
En 2007, Humar logró hacer cima en el Annapurna I (8.091 m) por su cara sur.

## Rescates
En 2005 Humar protagonizó una extraordinaria y única operación de salvamento en el Nanga Parbat. El helicóptero de Rashid Ullah Beg le arrancó literalmente de la pared en el rescate a mayor altitud realizado nunca.
En 2009 fue una de las voces que abogaron por el rescate del alpinista aragonés Óscar Pérez.
Paradójicamente el mismo año, el propio Humar sufrió una caída en el Langtang Lirung de la que no pudo ser rescatado con vida.